# حساسن (الزواقين)
حساسن هو دُوَّار يقع بجماعة سيدي رضوان، إقليم وزان، جهة طنجة تطوان الحسيمة في المملكة المغربية. ينتمي الدوّار لمشيخة الزواقين التي تضم 8 دواوير. يقدر عدد سكانه بـ 559 نسمة حسب الإحصاء الرسمي للسكان والسكنى لسنة 2004.

## روابط خارجية
- البوابة الوطنية للجماعات الترابية نسخة محفوظة 12 مارس 2018 على موقع واي باك مشين.
- المندوبية السامية للتخطيط